# Anogramma chaerophylla
Anogramma chaerophylla är en kantbräkenväxtart som först beskrevs av Nicaise Augustin Desvaux, och fick sitt nu gällande namn av Link. Anogramma chaerophylla ingår i släktet Anogramma och familjen Pteridaceae. Inga underarter finns listade.